# Alessandro Abruscia
Alessandro Abruscia (* 12. Juli 1990 in Waiblingen) ist ein italienischer Fußballspieler.

## Karriere
In seiner Jugend spielte Abruscia für den FC Hohenacker, VfL Waiblingen, VfB Stuttgart, TSG Backnang und die Stuttgarter Kickers, dort schaffte er 2008 den Sprung zu den Amateuren der Kickers. Dort absolvierte er 33 Partien in der Oberliga Baden-Württemberg. Nach dem Abstieg der ersten Mannschaft in die Regionalliga Süd rückte der Abwehrspieler mit einigen anderen Mitspielern von der U23 zu den Profis auf. Im Jahr 2012 gelang Abruscia mit den Kickers der Wiederaufstieg in die 3. Liga. In der folgenden Spielzeit jedoch wechselte der Italiener zur zweiten Mannschaft der TSG 1899 Hoffenheim. Nach drei Jahren im Kraichgau kehrte Abruscia mit Beginn der Saison 2015/16 zu den Stuttgarter Kickers zurück. Sein Profidebüt gab der gebürtige Waiblinger am 25. Juli 2015, als er eingewechselt wurde.
Am 11. April 2018 gab der TSV 1860 München die Verpflichtung des Spielers zur Drittligasaison 2018/2019 bekannt. Mit den Münchnern hielt Abruscia die Klasse, löste jedoch seinen noch bis Juni 2020 gültigen Vertrag zum Saisonende auf. Stattdessen wechselte er im Sommer 2019 zum Regionalligisten SSV Ulm 1846, kam dort in der folgenden Saison jedoch nur sieben Mal zum Einsatz.
Im Sommer 2020 schloss er sich dem Ligakonkurrenten VfR Aalen an. Dort wurde er Stammspieler, wobei ihm in seinen ersten beiden Spielzeiten mit neun Toren und zwölf Torvorlagen (2020/21) beziehungsweise elf Toren und vier Vorlagen (2021/22) jeweils eine zweistellige Anzahl an Scorerpunkten gelang. Im Sommer 2021 stieg Abruscia nach dem verletzungsbedingten Ausfall und anschließenden Karriereende von Daniel Bernhardt zum Mannschaftskapitän der Aalener auf. Diese Funktion bekleidete er für zwei Spielzeiten bis 2023. Am Ende der Saison 2023/24 stieg er mit dem Verein in die fünftklassige Oberliga ab.
Nach dem Abstieg verließ er die Aalener im Sommer 2024 nach vier Jahren im Verein und schloss sich dem nur wenige Kilometer entfernten künftigen Ligakonkurrenten TSV Essingen an, was er mit der dortigen beruflichen Perspektive neben dem Fußball begründete.